# Luděk Brábník
Luděk Brábník (6. září 1926 Stračí – 30. září 1989 Praha) byl český hokejista, hokejový trenér, sportovní komentátor a novinář. V roce 2014 byl uveden do Síně slávy českého hokeje. V roce 2018 mu byl věnován jeden z dílů pořadu Legendární komentátoři s názvem Komentátor a odborník v jedné osobě.

## Život
Luděk Brábník byl aktivní hokejista, hrál za Bohemians a Slavii, později funkcionář a trenér. V letech 1953–1960 byl předsedou komise mládeže celostátního hokejového ústředí. V závěru jeho předsednictví byly položeny základy dorostenecké reprezentace, která v Československu (v zemi mistrů světa) do té doby neexistovala. V roce 1957 absolvoval trenérskou školu tehdejšího ITVS (Institut tělesné výchovy a sportu Univerzity Karlovy), obor lední hokej, později získal i doktorát FFUK. Trénoval dorostenecký reprezentační výběr, Slavii Praha, Motorlet / I. ČLTK Praha, reprezentaci Norska nebo Mladou Boleslav.
V roce 1966 se stal komentátorem Československé televize (komentoval především hokej a tenis). V roce 1977 byl však z politických důvodů vyhozen za výrok při mezistátním utkání mezi ČSSR a SSSR o hráčích s písmeny CCCP na dresech (vyslovenými foneticky).
Známý se stal jeho výrok při komentování hokeje: "Šance jako hrom!", který používají čeští komentátoři i v 21. století.
Poté pracoval až do roku 1987 v redakci týdeníku Stadión, jeho hokejové portréty se ale objevily i v jiných publikacích. Napsal několik knih se sportovní tematikou.

## Zajímavost
- Brábníkův otec v roce 1944 poskytl úkryt radiotelegrafistovi Ottu Linhartovi z ilegální odbojové organizace ÚVOD.

- Brábník si zahrál ve třídílném seriálu Dreyfusova aféra z roku 1968 režiséra Antonína Moskalyka.

## Knihy
- Fakír (1984), Nakladatelství Olympia, portrét hokejového brankáře Jiřího Holečka[2]
- 3× s hokejovým útočníkem (1989), Nakladatelství Olympia, osudy Jaroslava Pouzara, Vladimíra Růžičky a Jiřího Hrdiny[3]